# Angela Gurnell
Angela Gurnell est une géoscientifique britannique, née le 13 août 1948, professeure de géographie physique à l'université Queen Mary de Londres. Ses recherches portent sur l'hydrologie, la géomorphologie et l'écologie végétale. Elle s'intéresse particulièrement à l'interaction entre la végétation et les processus fluviaux et au développement de nouvelles méthodologies pour surveiller et évaluer les rivières. Elle reçoit la Royal Geographical Society Médaille Victoria en 2002 et la médaille Alfred Wegener de l'Union européenne des géosciences en 2021.

## Jeunesse et éducation
Gurnell est étudiante de premier cycle à l'université d'Exeter. Elle reste à Exeter pour ses recherches doctorales, au cours desquelles elle s'intéresse à l'hydrologie. Elle s'intéresse particulièrement à la cartographie hydrologique. Après avoir obtenu son diplôme, elle rejoint la faculté de l'université de Southampton.

## Recherche et carrière
À Southampton, Gurnell est nommée maître de conférences et finalement promue lectrice. Elle obtient une chaire personnelle à l'université de Birmingham en 1995, où elle reste jusqu'à ce qu'elle rejoigne le King's College de Londres en 2002. Elle est chef de département au King's College jusqu'en 2006. En 2010, Gurnell quitte le King's College pour rejoindre l'université Queen Mary de Londres .
Gurnell s'intéresse à l'interaction entre la végétation et les processus fluviaux. Elle commence à étudier le rôle des plantes aquatiques et riveraines à l'échelle du relief et du tronçon de la rivière. Gurnell pense que ces plantes sont des éléments centraux des écosystèmes fluviaux, impactant le développement des reliefs (ce que l'on appelle la morphodynamique). Elle est une pionnière dans la compréhension de la végétation riveraine. Les systèmes racinaires complexes développés par les arbres riverains peuvent agir pour renforcer les reliefs fluviaux. Dans les rivières à faible gradient, les plantes aquatiques déterminent la morphologie du lit et la migration du chenal. 
Gurnell est l'une des fondatrices de l'Urban River Survey qui analyse des centaines de mètres de rivières urbaines, et de l'enquête modulaire sur les rivières qui étudie les rivières à différentes échelles spatiales. Ces deux outils permettent au public et aux professionnels de la conservation des rivières de collecter des informations sur le comportement des rivières et visent à limiter les atteintes à la nature.

## Publications
- Corenblit, Tabacchi, Steiger et Gurnell, « Reciprocal interactions and adjustments between fluvial landforms and vegetation dynamics in river corridors: A review of complementary approaches », Earth-Science Reviews, vol. 84, nos 1-2,‎ 2007, p. 56–86 (ISSN 0012-8252, DOI 10.1016/j.earscirev.2007.05.004, lire en ligne)
- GURNELL, PIÉGAY, SWANSON et GREGORY, « Large wood and fluvial processes », Freshwater Biology, vol. 47, no 4,‎ 2002, p. 601–619 (ISSN 0046-5070, DOI 10.1046/j.1365-2427.2002.00916.x, lire en ligne)
- Gurnell, « Plants as river system engineers », Earth Surface Processes and Landforms, vol. 39, no 1,‎ 16 avril 2013, p. 4–25 (ISSN 0197-9337, DOI 10.1002/esp.3397, lire en ligne)
- avec Goodson, J., Thompson, K., Clifford, N. & Armitage, P. (2007) « The river-bed: a dynamic store for plant propagules? Earth Surface Processes and Landforms », Journal of Ecology, 32, 1257-1272.